# En la luz de la mañana
En la luz de la mañana  è il secondo album del duo indie pop di Barcellona, Delafé y Las Flores Azules, prodotto da Music Bus nel 2007.

## Tracce
1. Intro
2. Desde El Este
3. La luz de la mañana
4. Muertos
5. Combates Cotidianos
6. La Juani
7. Pronombres
8. Letargo
9. Solo Palabras
10. Pasan Las Luces
11. Gigante
12. El Indio
13. Poquito a Poco